# Dana Berger

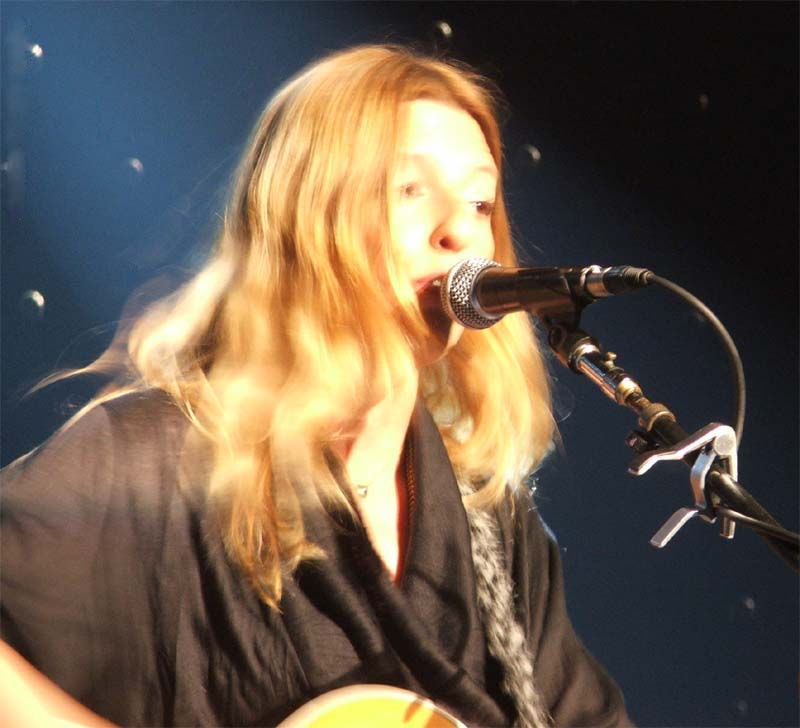
Dana Berger

Dana Berger (hebräisch דנה ברגר; * 2. November 1970 in Haifa) ist eine israelische Liedermacherin und Schauspielerin. 

## Werdegang
Ihre Ausbildung absolvierte sie an der Rimon School of contemporary music. Bekannt wurde sie in den 1990er Jahren durch ihren Auftritt in der bekannten Fernsehshow Inyan Shel Zman. In Folge veröffentlichte sie eine Reihe Musikalben, von denen das Album Ad Ha’Katze mit über 60.000 in Israel verkauften Exemplaren und einer Platinauszeichnung das erfolgreichste ist.
Neben ihrer Solokarriere arbeitet sie mit dem Bandprojekt Metropolin um Ofer Meiri zusammen.

## Diskografie

### Alben
- 1992: Gan Eden Ironi (mit Balagan)
- 1994: Dana Berger
- 1998: Pashut Lihyot
- 2000: Ad ha-katzeh
- 2003: Toch kdei tenuah
- 2006: Yom Yom
- 2010: הנה באתי הביתה (mit Itay Pearl)
- 2014: מתנות של זמן
- 2017: ימים צפופים
- 2022: כל אהבה לטובה
- 2024: בלב פתוח

### Singles (Auswahl)
- 1998: חמימות חולפת
- 2000: עד הקצה
- 2000: לומדת לעוף
- 2010: הנה באתי הביתה (mit Itay Pearl)